# Fabrice Bellard
Fabrice Bellard (ur. ok. 1972 w Grenoble) – francuski programista, twórca FFmpeg, QEMU, i Tiny C Compiler. Opracował oprogramowanie do obliczania pojedynczych cyfr liczby pi. W 2012 Bellard został współzałożycielem Amarisoft, przedsiębiorstwa telekomunikacyjnego razem z Franckiem Spinelli.

## Życiorys
Bellard urodził się w 1972 w Grenoble we Francji. Uczęszczał do Lycée Joffre (Montpellier), wtedy, w wieku 17 lat, utworzył program do kompresji plików wykonywalnych LZEXE. Po ukończeniu studiów na École Polytechnique, w 1996 roku rozpoczął specjalizację w Télécom Paris.
W 1997 odkrył nowy, szybszy wzór do obliczania pojedynczych cyfr pi w systemie szesnastkowym, znany jako wzór Bellarda. Jest to wariant wzoru Bailey-Borwein-Plouffe.
Prace Bellarda zwyciężyły w konkursie International Obfuscated C Code Contest trzy razy. W 2000 wygrał w kategorii „Najbardziej specyficzny wynik” za program, który zaimplementował modularną szybką transformację Fouriera i wykorzystał ją do obliczenia największej znanej wówczas liczby pierwszej, 26972593−1 (w tym sensie, że wyświetla dziesiętną reprezentację tej liczby, która sama w sobie jest znana). W 2001 wygrał w kategorii „Najlepsze nadużycie zasad” za mały kompilator (kod źródłowy ważący ledwie 3 KB) ścisłego podzbioru języka C dla systemu Linux w architekturze i386.
W 2003 opublikował pierwsze commity QEMU, rozwijając go samodzielnie do wersji v0.7.1 w 2005.